# آلن هوراس
آلن هوراس (انگلیسی: Alain Horace؛ زادهٔ ۴ دسامبر ۱۹۷۱) بازیکن فوتبال اهل فرانسه است.
از باشگاه‌هایی که در آن بازی کرده‌است می‌توان به باشگاه فوتبال هارتل پول یونایتد و باشگاه فوتبال ایر یونایتد اشاره کرد.